# Якимчук Гнат
Гнат Якимчук (нар. 1879, с. Завидче, нині Лопатинська селищна громада, Шептицький район, Львівська область – пом. 1 червня 1938) – громадський діяч, поштовий службовець, есперантист. 

## Життєпис
Гнат Якимчук народився в 1879 р. в с. Завидче повіту Радехів, нині Лопатинської селищної громади Шептицького району Львівської області. Служив у поштових урядах Цісарсько-королівської дирекції пошт і телеграфів у Кракові, Львові та ін. населених пунктах Галичини. Входив до складу керівних органів багатьох українських громадських організацій, був засновником бібліотеки осередку товариства «Рідна Школа» ім. Б. Грінченка.
Помер і похований у Львові.

## Есперантська діяльність
Був делегатом VIIІ (1912) Всесвітнього Конґресу есперантистів і виступав на ньому від делегації українських есперантистів. Підтримував плідні контакти з есперантистами багатьох країн. Нагороджений 1937 р. срібною «Ювілейною зіркою» з нагоди 50-річчя есперанто, під час ХХІХ Всесвітнього Ювілейного Конґресу есперантистів у Варшаві. Перекладав на есперанто українські поетичні твори, зокрема поезії Т. Шевченка. Стало підтримував зв’язки з членами Крайового товариства українських есперантистів «Esperanto-societo Progreso» в Коломиї. Дописував до есперантського часопису «Ukraina Stelo – Зоря України» і публікував у ньому свої поетичні переклади.